# Jeanne Gang
 (août 2023).
Jeanne Gang, née le 19 mars 1964 à Belvidere, dans l'Illinois, est une architecte américaine, fondatrice et dirigeante de Studio Gang (créée en 1997), une entreprise d'architecture et de design urbain ayant des bureaux à Chicago, New York et San Francisco.
De renommée internationale pour l'Aqua Tower,, Gang a récemment[Quand ?] réalisé des projets tels que Solstice on the Park, Writers Theatre, l’université de Chicago, résidences et restaurants, City Hyde Park, le Centre Arcus pour le leadership en matière de justice sociale au Kalamazoo College et deux hangars à bateaux sur la rivière Chicago, le remous WMS à Clark Park et le Eleanor Boathouse au parc 571,. Le St. Regis Chicago à Chicago est actuellement le plus grand bâtiment conçu par une femme dans le monde[réf. nécessaire].

## Biographie
Jeanne Gang est la fille d'un ingénieur civil et directeur de réseau routier américain et d'une activiste pour le droit au logement, la lecture pour tous et cheffe scoute pro-environnement. Élevée à Belvidere, en banlieue nord-ouest de Chicago, elle obtient un baccalauréat en sciences en architecture de l'Université de l'Illinois en 1986. 
En 1989, elle est boursière internationale du Rotary et étudie à l’ Université fédérale d’études techniques de l’ ETH à Zurich, en Suisse. En 1993, elle obtient une maîtrise en architecture avec distinction de la Graduate School of Design de Harvard. Elle étudie également l'architecture à l'École nationale supérieure d'architecture de Versailles, en France. Elle rejoint l'agence OMA / Rem Koolhaas à Rotterdam. En 1997, elle crée le studio Studio Gang, à Chicago.
En 2011 son studio reçoit le prix MacArthur, Jeanne Gang et son studio reçoivent le prix national de design pour l'architecture 2013 du Cooper Hewitt, du Smithsonian Design Museum. Jeanne Gang est nommée femme architecte de l'année 2016 par le magazine Architectural Review. En 2017, elle reçoit le prix commémoratif Louis I. Kahn du Centre d'architecture de Philadelphie et une bourse à l'Institut royal d'architecture du Canada. Elle est élue à l'Académie américaine des arts et des sciences. En 2018, elle est élue membre international de l'Institut royal des architectes britanniques.
Professeure de pratique à la Graduate School of Design de Harvard, Jeanne Gang est  également critique d'architecture. Elle intervient régulièrement dans les universités et écoles d'architecture : à la Yale University School of Architecture et à l’Illinois Institute of Technology en 2005, à l’école d’architecture de l’Université de Princeton en 2007, à l'école d’architecture de l’Université Rice en 2014, à la Columbia Graduate School, en 2015.
Ses studios explorent comment le design peut aider à créer des liens bénéfiques entre les personnes et leurs environnements, en mettant l’accent sur les villes, les matériaux écologiques et les technologies du XXIe siècle.
Jeanne Gang donne des conférences dans le monde entier. En 2016, elle en a présenté une à la conférence TED Women.
En décembre 2022, elle obtient son diplôme à l'Ecole Spéciale d'Architecture de Paris et devient DESA.
Jeanne Gang est reconnue comme l'une des architectes les plus en vue de sa génération[1]. Elle est connue pour son processus de conception interdisciplinaire qui met en avant les relations entre les individus, les communautés et les environnements[2].

## Réalisations

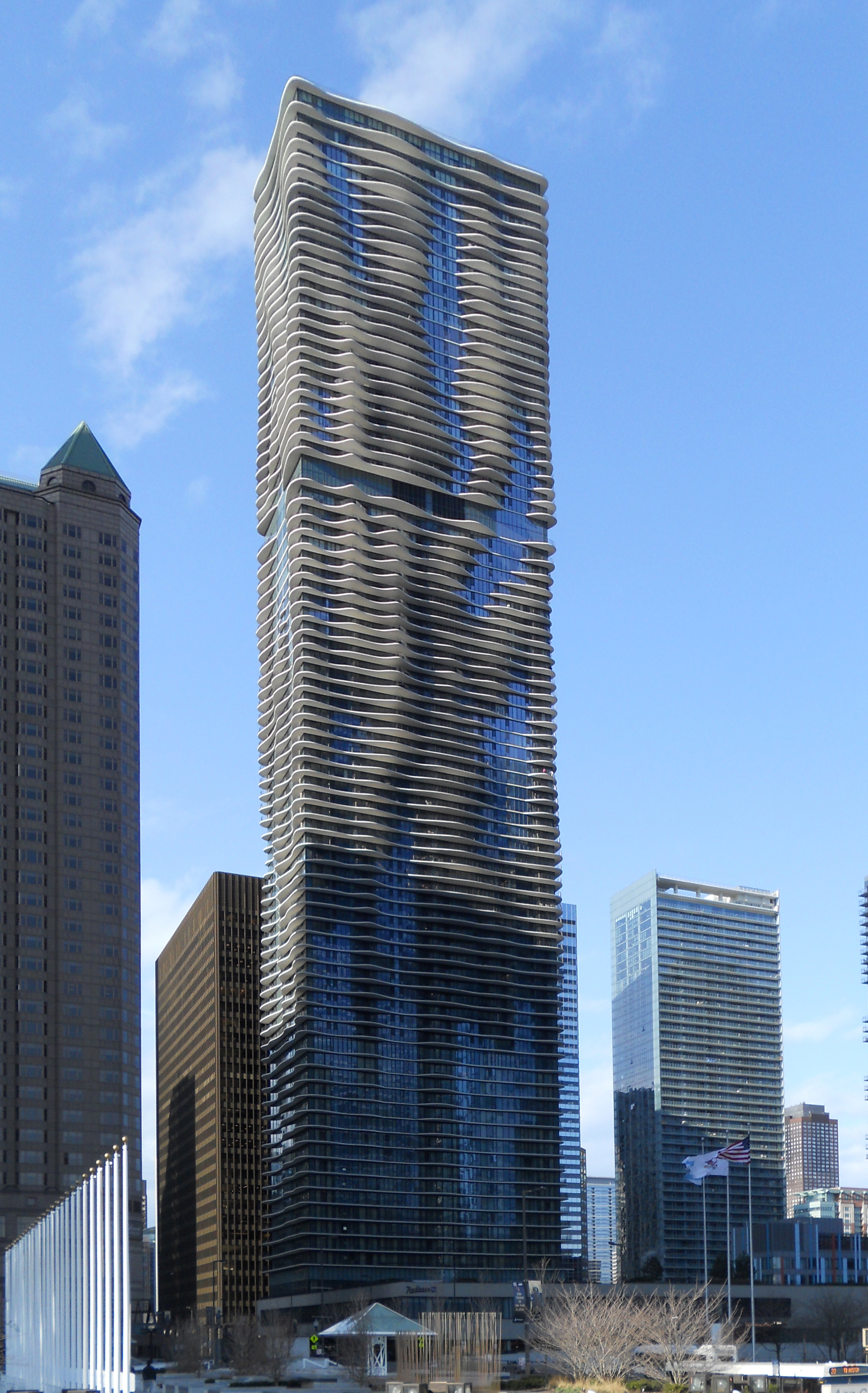
L'Aqua Tower (2009, Chicago).

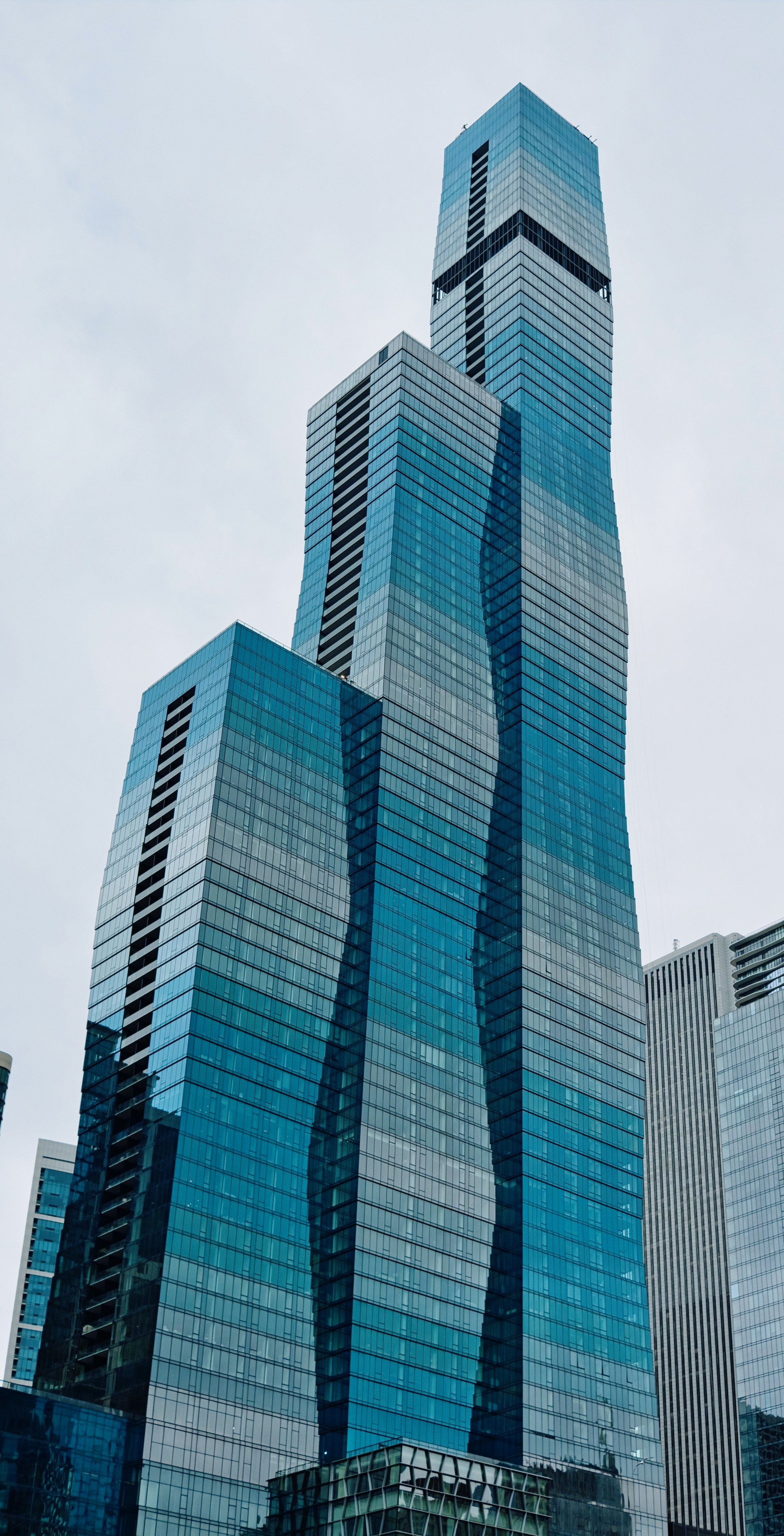
Le St. Regis Chicago (2021, Chicago).

Les œuvres construites par Jeanne Gang sont nombreuses dans la région de Chicago : Université de Chicago, Writers Theatre à Hyde Park, le WMS Boathouse à Clark Park  et Eleanor Boathouse au Park 571  sur la rivière Chicago, l'Aqua Tower sur Northerly Island, le Nature Boardwalk du Lincoln Park Zoo, le centre de production multimédia Columbia College Chicago et le centre communautaire SOS Villages d’Enfants Lavezzorio.
En 2014, Jeanne Gang et son studio achèvent le Centre Arcus pour le leadership en matière de justice sociale au Kalamazoo College. Ses projets incluent le 40 Tenth Avenue  à Meatpacking District et Rescue Company 2 à New York pour le service des incendies de la ville de New York, ainsi que le St. Regis Chicago et le Solstice on the Park à Chicago. Son studio participe à des projets tels que le centre Gilder pour la science, l'éducation et l'innovation du musée américain d'histoire naturelle ; une nouvelle ambassade des États-Unis à Brasilia, au Brésil ; des tours de grande hauteur à Toronto et à Amsterdam ; un campus unifié pour le California College of Arts à San Francisco; l'agrandissement et la rénovation du Arkansas Arts Center ;  et le Centre for Arts & Innovation du Spelman College.
En 2011, le studio participe à l'exposition Foreclosed du musée d'art moderne : Rehousing the American Dream. En 2012, le studio participe à l'exposition solo Building: Inside Studio Gang Architects à l'Art Institute of Chicago. En 2017, le studio Gang est sélectionné pour concevoir l'installation de la partie estivale du National Building Museum. En 2018, le studio présente l'installation Stone Stories dans le cadre de l'exposition Dimensions of Citizenship du pavillon des États-Unis à la Biennale d'architecture de Venise. Le travail du studio est présenté à la Biennale d'architecture de Chicago en 2015 et 2017 et à Design Miami en 2014.
Jeanne Gang est l'auteure de deux livres: Reveal en 2011, publication sur le travail et les processus du studio et Reverse Effect : Renewing's Waterways de Chicago en 2011, qui imagine un avenir plus vert pour la rivière Chicago. Elle a co-édité le catalogue de l'exposition Art Institute of Chicago Building: Inside Studio Gang Architects en 2012.
En 2018, Gang dévoile les dessins de l'Arkansas Art Center, un musée d'art et un conservatoire de la nature d'une valeur de 70 millions de dollars, situés à Little Rock, dans l'Arkansas. Le projet est décrit comme un musée dans une forêt.
Le 27 mars 2019, le maire de Chicago Rahm Emanuel a annoncé que l'équipe de conception dirigée par Jeanne Gang, Studio ORD, est lauréate du concours international de conception du nouveau terminal mondial de l'aéroport international O'Hare, pour un montant de 2,2 milliards de dollars. Le projet doit commencer en 2023.

## Projets réalisés (sélection)
- Collège des arts de Californie, campus de San Francisco, 2022 [28]
- Solar Carve, New York, 2019
- Mira, San Francisco, 2020[29]
- Cent Kingshighway, Saint-Louis (à compléter en 2020) [30]
- Centre Richard Gilder pour la science, l'éducation et l'innovation du musée américain d'histoire naturelle , 2022[31]
- St. Regis Chicago , Chicago, 2020[32]
- 40 dixième avenue (à compléter en 2019)[20]
- Compagnie de sauvetage 2, 2018[33]
- Solstice sur le parc, 2018, Chicago[21]
- Résidences résidentielles du campus nord de l'Université de Chicago , 2016[34]
- Writers Theatre, Glencoe, 2016[35]
- City Hyde Park, 2016[36]
- Eleanor Boathouse at Park 571, Chicago, 2016[18]
- Centre Arcus pour le leadership en matière de justice sociale au Kalamazoo College, Kalamazzo, 2014[37]
- WMS Boathouse at Clark Park, Chicago, 2013[4]
- Nature Boardwalk au Lincoln Park Zoo , 2010[38]
- Aqua Tower , Chicago, 2009[39],[40]
- Centre de production multimédia Columbia College, Chicago, 2010[41]
- Centre communautaire Lavezzorio de SOS Villages d' Enfants, Chicago, 2009[42]
- Centre Kam Liu de la Ligue de service américano-chinoise, Chicago, 2004[43]
- Bengt Sjostrom Starlight Theatre au Rock Valley College, 2003[44]

## Récompenses et honneurs
- Lauréate du prix Marcus d'architecture, Université du Wisconsin à Milwaukee, Marcus Corporation Foundation, 2017 [45]
- Prix commémoratif Louis I. Kahn, Centre d'architecture de Philadelphie, 2017 [13]
- Bourse de recherche, Institut royal d'architecture du Canada, 2017 [14]
- Élue à l'Académie américaine des arts et des sciences, 2017 [15]
- Prix des humanités publiques, Illinois Humanities, 2017 [46]
- Architecte de l'année, Prix Femmes en architecture, Revue architecturale, 2016 [47]
- Chicagoans de l'année, Chicago Tribune, 2016 [48]
- Design 50, NewCity, 2016 [49]
- Chevalière de l'Ordre national de la Légion d'Honneur, Paris, 2015 [50]
- Doctorat honorifique, Columbia College Chicago, 2014
- Membre honoraire senior, Design Futures Council, 2014
- Leader de la nouvelle génération, Prix Women in Architecture, Record d'architecture, 2014 [51]
- Prix national de design pour la conception architecturale, Cooper Hewitt, Smithsonian Design Museum, 2013 [52]
- Médaille Jesse L. Rosenberger, Université de Chicago, 2013
- Doctorat honorifique, École de l'Art Institute of Chicago, 2013
- Élue à la National Academy of Design, 2012
- Prix Fondation MacArthur[53], 2011
- Membre de l'American Institute of Architects, 2009 [54]
- Héros culturels, Time Out Chicago, 2008 [55]
- Academy Award en architecture, Académie américaine des arts et des lettres, 2006 [56]
- Prix Emerging Voices, Ligue d'architecture de New York, 2006
- Chicagoans de l'année, Chicago Tribune, 2004

## Publications
- (en) Reveal : Studio Gang Architects, Princeton Architectural Press, 2011, 256 p. (ISBN 978-1-56898-993-8) .
- Effet inverse : Renouvellement des voies navigables de Chicago, 2011, 115 p. (ISBN 978-0-9840183-0-7)
- (en) Bâtiment : Inside Studio Gang Architects, Yale University Press, 2012, 176 p. (ISBN 978-0-300-19118-9)